# 大頭龜
大头龟（学名：Platysternon megacephalum），又名平胸龟，命名自英國人約翰·愛德華·格雷於1831年在中國採集到的標本。別名鷹嘴龜、大頭平胸龜、鷹嘴龍尾魚、三不像、鸚鵡龜等，是古老的龜類，為水陸兩栖、以水中生活為主的淡水龜。大頭龜在生物分類學中為平胸龜科、平胸龜屬，目前該科裏只有一屬一種。

## 特征

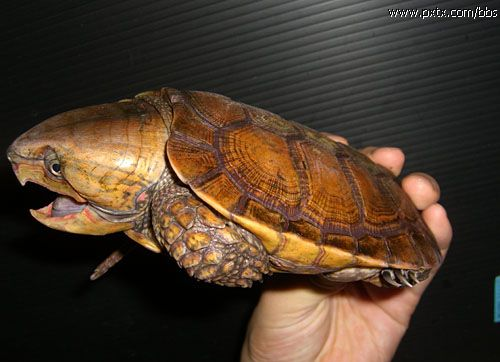
鹰嘴龟

平胸龟的头部很大，呈三角形，且头背覆以大块角质硬壳，上喙钩曲呈鹰嘴状，眼大，无外耳鼓膜，头不能缩入甲内。
背甲棕褐色，长卵形且中央平坦，前后边缘不呈齿状。
腹甲呈橄榄色，较小且平，背腹甲借韧带相连，有下缘角板。四肢灰色，具瓦状鳞片，后肢较长，除外侧的指、趾外，有锐利的长爪，指、趾间有半蹼。

## 分類

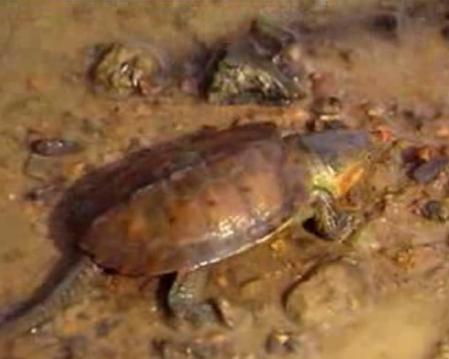
幼年鹰嘴龟

大頭龜是平胸龜科、平胸龜屬下的唯一物種。最初Agassiz將平胸龜列入鱷龜類，但部分學者又將平胸龜屬作為單獨一類。1975年Eugene Gaffney根據平胸龜頭骨的形態特徵，又將平胸龜屬歸入鱷龜科（Chelydridae）。而Haiduk和Bickman於1982年進行DNA測試表明平胸龜與泽龟科（Emydidae）最為近似，最終平胸龜自成平胸龜科，平胸龜屬。

## 分佈
分布于中国大陆的南部、香港的新界及部份離島、老挝、緬甸、泰國和越南的高地溪流。

## 習性
夜行性，具攀爬能力，能爬樹，石等。日间在高山溪流石头下休息。杂食性，摄取润楠属果实及各类植物性食物，亦会捕食昆虫、甲殼類、兩棲類、魚和蝦等動物。
不耐熱和水質污染，如溫度高過30度會死亡。

## 亞種
由於即使相同群落，不同個體的龜甲與體色上都有少許的差異，因此大頭龜的分類目前已知只有一屬一種，而通過前人的努力，經嚴謹的生物分類方法目前最少可分為五個有效的亞種，值得注意的是不同產區的不同水系溪流的群落之間可能都有少許差異。
- 中國大頭龜 Platysternon megacephalum megalorcephalum－分佈於中國南部、香港的新界及部份離島
- 泰國大頭龜 Platysternon megacephalum vogeli－分佈於泰國西北部
- 緬甸大頭龜 Platysternon megacephalum peguense－分佈於泰國南部至緬甸
- 越南大頭龜 Platysternon megacephalum shiui－分佈於越南北部
- 雲南大頭龜 Platysternon megacephalum tristernalis－分佈於雲南

## 研究
目前人類對牠的認識不多，香港的嘉道理農場暨植物園正作深入研究，2004年嘉道理農場暨植物園便與薩瓦那河生態實驗室合作對香港的平胸龜進行一項長期無線電追蹤計劃。

## 生存威脅
中國、老撾和越南對大頭龜有一定貿易需求，主要用作食用或寵物用途，經常被非法捕獵，導致野生大頭龜數量大幅下降。
目前在緬甸的現況是未知的。

## 保護
大頭龜已在2013年10月被CITES列入為附錄I中保護。CITES Reservations entered by Parties in effect from 4 October 2013 "Big-headed turtle" （页面存档备份，存于）
在中國的雲南、湖南、海南已列入保護動物，廣東省重點保護陸生野生動物名錄中的物種。
在香港，由於大頭龜列入為CITES附錄I物種，即等同列入原香港法例第187章《動植物﹝瀕危物種保護﹞條例》危動植物物種條例》所保護的物種之一（香港自1976年起已制定法例第187章《動植物（瀕危物種保護）條例》，以實施《瀕危野生動植物種國際貿易公約》（《公約》）的規定。該條例在2006年12月由法例第586章《保護瀕危動植物物種條例》取代。），因此管有大頭龜或其身體任何部份，均須申請瀕危物種公約管有許可證。一般而言，該條例全面禁止有關高度瀕危物種的貿易。任何人士倘違反該條例的要求即屬犯罪，一經定罪，最高可被罰款500萬港元及監禁2年。